# I-League 2
La I-League 2 es la tercera liga de fútbol más importante en la India creada en 2008 y de nivel profesional.

## Historia
Fue creada como I-League 2nd Division en la temporada 2008, y el primer partido de la liga se jugó el 25 de marzo de 2008 entre Mohammedan Sporting y el Amity United.
En esa temporada Mohammedan Sporting, Mumbai FC, Vasco SC y Chirag United lograron el ascenso a la I-League. en la siguiente temporada ascendieron el Pune FC, Shillong Lajong, Viva Kerala y Salgaocar FC.
Desde 2010 el ascenso es solo para 2 equipos a la I-League. ONGC FC y HAL SC ascendieron en ese año, en 2011 lo hicieron Shillong Lajong y Sporting Clube de Goa, con el Lajong ascendiendo por segunda ocasión. En 2012 ascendieron ONGC y United Sikkim. En 2013 ascendió Rangdajied United FC y Mohammedan a la I-League. En 2014 solo un equipo ascendió a la 2nd Division, y solo un equipo descendió en 2013–14. En 2016 solo hubo un ascenso a la segunda división (Aizawl F.C.), y solo un equipo descendió de la I-League (Dempo SC).
Debido a la pandemia de COVID-19 no se jugó la fase final en 2020. En esa ocasión se jugó algo llamado I-League Qualifiers.
Luego de que I-League fuera formalmente conocida como liga de segunda división, la AIFF pasó a llamara a la liga como I-League 2.

## Campeones
| Temporada | Campeón            | Finalista        | Tercer lugar             | Equipos |
| --------- | ------------------ | ---------------- | ------------------------ | ------- |
| 2008      | Mumbai             | Mohammedan       | United                   | 6+6     |
| 2009      | Salgaocar          | Viva Kerala      | Shillong Lajong          | 5+5+5   |
| 2010      | ONGC               | HAL              | Vasco                    | 7+7+7   |
| 2011      | Shillong Lajong    | Sporting Goa     | Vasco                    | 7+7+7   |
| 2012      | ONGC               | United Sikkim    | Mohammedan               | 8+8+7   |
| 2013      | Rangdajied United  | Mohammedan       | Bhawanipore              | 9+9+8   |
| 2014      | Royal Wahingdoh    | Bhawanipore      | Kalighat MS              | 6+5     |
| 2015      | Aizawl             | Lonestar Kashmir | Chanmari                 | 8       |
| 2015-16   | Dempo              | Minerva Punjab   | NEROCA                   | 5+5     |
| 2016-17   | NEROCA             | Southern Samity  | Delhi United             | 4+4     |
| 2017–18   | Real Kashmir       | Hindustan        | Ozone                    | 6+6+6   |
| 2018–19   | TRAU               | Chhinga Veng     | Ozone                    | 5+5+6   |
| 2020      | Mohammedan         | Bhawanipore      | Bengaluru United         | 6+5+6   |
| 2021      | Rajasthan United   | Kenkre           | Delhi                    | 4+5     |
| 2022-23   | Delhi              | Shillong Lajong  | Ambernath United Atlanta | 17+4    |
| 2023-24   | Sporting Bengaluru | Dempo            | Sudeva Delhi             | 8       |

## Títulos por equipo
| Club                     | Títulos | Finalista | Tercer lugar |
| ------------------------ | ------- | --------- | ------------ |
| ONGC                     | 2       | 0         | 0            |
| Mohammedan               | 1       | 2         | 1            |
| Shillong Lajong          | 1       | 1         | 1            |
| Dempo                    | 1       | 1         | 0            |
| NEROCA                   | 1       | 0         | 1            |
| Delhi                    | 1       | 0         | 1            |
| Mumbai                   | 1       | 0         | 0            |
| Salgaocar                | 1       | 0         | 0            |
| Rangdajied United        | 1       | 0         | 0            |
| Royal Wahingdoh          | 1       | 0         | 0            |
| Aizawl                   | 1       | 0         | 0            |
| Real Kashmir             | 1       | 0         | 0            |
| TRAU                     | 1       | 0         | 0            |
| Rajasthan United         | 1       | 0         | 0            |
| Sporting Bengaluru       | 1       | 0         | 0            |
| Bhawanipore              | 0       | 2         | 1            |
| Viva Kerala              | 0       | 1         | 0            |
| HAL                      | 0       | 1         | 0            |
| Sporting Goa             | 0       | 1         | 0            |
| United Sikkim            | 0       | 1         | 0            |
| Lonestar Kashmir         | 0       | 1         | 0            |
| Minerva Punjab           | 0       | 1         | 0            |
| Southern Samity          | 0       | 1         | 0            |
| Hindustan                | 0       | 1         | 0            |
| Chhinga Veng             | 0       | 1         | 0            |
| Mumbai Kenkre            | 0       | 1         | 0            |
| Vasco                    | 0       | 0         | 2            |
| Ozone                    | 0       | 0         | 2            |
| United                   | 0       | 0         | 1            |
| Kalighat MS              | 0       | 0         | 1            |
| Chanmari                 | 0       | 0         | 1            |
| Delhi United             | 0       | 0         | 1            |
| Bengaluru United         | 0       | 0         | 1            |
| Ambernath United Atlanta | 0       | 0         | 1            |
| Sudeva Delhi             | 0       | 0         | 1            |

## Goleadores
| Temporada | Goleador                | Club               | Goles |
| --------- | ----------------------- | ------------------ | ----- |
| 2008      | Fredrick Okwagbe        | HAL                | 6     |
| 2009      | Badmus Babatunde        | Viva Kerala        | 6     |
| 2010      | Badmus Babatunde        | ONGC               | 4     |
| 2010      | Joy Ferrao              | Vasco              | 4     |
| 2011      | Stanley Okoroigwe       | Techno Aryan       | 6     |
| 2012      | Daniel Bedemi           | United Sikkim      | 11    |
| 2013      | Badmus Babatunde        | Rangdajied United  | 8     |
| 2013      | Hudson Lima Da Silva    | Bhawanipore        | 8     |
| 2014      | Daniel Bedemi           | Bhawanipore        | 8     |
| 2015      | Ajay Singh              | Mohammedan         | 11    |
| 2015–16   | Felix Chidi Odili       | Dempo              | 7     |
| 2015–16   | Atinder Mani            | Lonestar Kashmir   | 7     |
| 2016–17   | Odafa Okolie            | Southern Samity    | 9     |
| 2016–17   | Felix Chidi Odili       | NEROCA             | 9     |
| 2017–18   | Robert de Souza Ribiero | Ozone              | 10    |
| 2018–19   | Phillip Adjah           | Mohammedan         | 10    |
| 2018–19   | Princewill Emeka        | TRAU               | 10    |
| 2020      | Syed Shoaib Ahmed       | ARA                | 7     |
| 2020      | Ekombong Victor Philip  | Garhwal            | 7     |
| 2021      | Anwar Ali Jr.           | Delhi FC           | 4     |
| 2022–23   | Irfan Yadwad            | Bengaluru United   | 13    |
| 2023–24   | Thomyo L Shimray        | Sporting Bengaluru | 11    |
| 2023–24   | Sahil Harijan           | United SC          | 11    |